# Ectoedemia hendrikseni
Ectoedemia hendrikseni là một loài bướm đêm thuộc họ Nepticulidae. Nó chỉ được ghi nhận ở khu vực nhỏ ở vùng Provence phía nam nước Pháp (rặng Estérel ở Alpes Maritimes và Var).
Sải cánh dài 6-6.8 mm. Con trưởng thành bay từ tháng 5 đến tháng 6. 
The larvae have been reared on Quercus coccifera. Chúng ăn lá nơi chúng làm tổ. 

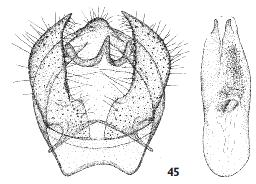
Male genitalia
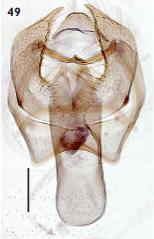
Male genitalia
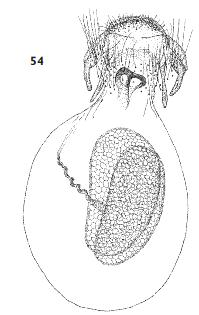
Female genitalia
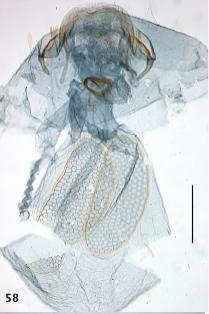
Female genitalia
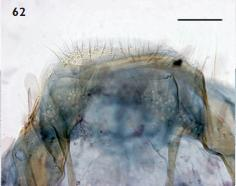
Female terminal abdominal segment
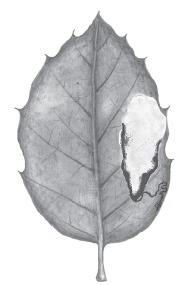
Leafmine